# Lecane melini
Lecane melini is een raderdiertjessoort uit de familie Lecanidae. De wetenschappelijke naam van deze soort is voor het eerst geldig gepubliceerd in 1953 door Thomasson.